# Resident Evil - Zero Hour
Resident Evil - Zero Hour (Resident Evil: Zero Hour) è un romanzo di fantascienza-horror scritto nel 2004 da S. D. Perry come adattamento del capitolo Resident Evil Zero della serie videoludica di Resident Evil. L'edizione italiana è del 2011.

## Trama
La squadra S.T.A.R.S. Bravo Team viene chiamata ad investigare su una serie di macabri omicidi accaduti a Raccoon City. Durante la missione il loro elicottero viene colpito da un fulmine e si schianta al suolo. I quattro agenti si dividono e poco lontano scoprono un furgone per il trasporto prigionieri che è stato divelto. L'agente Rebecca Chambers trova un treno fermo, l'Ecliptic Express di proprietà dell'Umbrella Corporation, e pensando che possa avere offerto rifugio al fuggitivo decide di salire a bordo. All'interno Rebecca viene attaccata dai passeggeri del treno trasformati in zombie. Alla ricerca di sopravvissuti decide di continuare le ricerche all'interno del treno. Poco dopo irrompe dalla finestra Edward Dewey, sanguinante. Il pilota della S.T.A.R.S. avvisa Rebecca che il bosco è infestato dai mostri, dopo di che si accascia al suolo senza vita. Di li a poco dei cani zombie attaccano Rebecca che riesce a eliminarli. Continuando la sua esplorazione trova finalmente Billy, ma quest'ultimo non intende né collaborare con la ragazza né finire arrestato. Nel vagone ristorante Rebecca rinviene il corpo di un uomo, seduto ad un tavolo e che sembra respirare; ma non appena si avvicina per controllarne le condizioni, esso si alza e l'attacca. Il nuovo mostro è un insieme di sanguisughe che, unite in gruppo, assumono le sembianze di un essere umano. Solo l'intervento di Billy salva Rebecca da una brutta fine. I due decidono di collaborare per proteggersi a vicenda.
Improvvisamente il treno riprende la sua marcia e i due scorgono dal finestrino una strana figura su una collina che richiama a sé centinaia di sanguisughe. Il treno continua la sua corsa fino a schiantarsi al deposito.
William Birkin e Albert Wesker, dalla stanza monitor, non solo vedono i due sopravvissuti cercare una via di fuga verso il centro di addestramento, ma scoprono anche che il misterioso uomo sulla collina altri non è che James Marcus, colui che venne assassinato dalla Umbrella per poi cedere il suo ruolo a Birkin.
I due fuggiasci continuano la loro ricerca della via di uscita, dividendosi: Billy scende al piano inferiore mentre Rebecca al piano superiore. Billy incontra uno strano zombi composto di sanguisughe e lo uccide, mentre Rebecca rischia di cadere nel vuoto a causa del pavimento cedevole. Trovata una mappa dell'abitato, decidono di dirigersi verso l'osservatorio. Qui Rebecca scopre gli esperimenti di Marcus sulle sanguisughe.
Durante l'esplorazione dello stabile uno zombi attaccando Billy, facendolo cadere in un canale di scolo delle acque reflue. Rebecca, decisa a non abbandonare il suo compagno, si reca al piano inferiore a cercarlo. Viene raggiunta da Enrico Marini, che la informa che la squadra Bravo si sta radunando in una villa non lontana. La ragazza avvisa il suo capitano di voler cercare Billy ed Enrico la lascia andare da sola. Rebecca viene quindi attaccata da un'ennesima creazione dell'Ombrella, un Tyrant. Anche se lento, il mostro possiede artigli affilati e una potenza mai vista prima. La giovane riesce a salvarsi sfuggendo al mostro. Ritrovato finalmente Billy, il Tyrant ricompare e infine riescono a sconfiggerlo assieme.
I due fanno una macabra scoperta: la stanza è piena dei corpi in decomposizione di quelle che erano state le cavie di Marcus, non solo insetti e rettili, ma anche ossa umane. I due giungono in una stanza piena zeppa di uova di sanguisughe e sopra di loro, su una passerella, trovano lo strano uomo che avevano visto sulla collina mentre erano sul treno. Il giovane si presenta come il dottor James Marcus e rivela loro di essere stato ucciso, vent'anni prima, dalla Umbrella su ordine di Spencer. Il corpo di Marcus fu gettato nel canale di scolo, ma le sanguisughe, trattate con il Virus-T, che Marcus aveva allevato e curato come fossero suoi figli, entrarono nel suo corpo e grazie ad esse ritornò alla vita. Rianimato e deciso a vendicarsi del torto subito da parte dell'Ombrella, decise di attaccarne gli scienziati, scatenando l'epidemia con le sue sanguisughe che riesce a controllare grazie alla sanguisuga regina al suo interno. Preso da un eccesso d'ira, le sanguisughe all'interno del corpo di Marcus si ribellano fino a trasformarlo in una sanguisuga armata di tentacoli che attacca Billy e Rebecca. I due non riuscendo a battere la creatura e decidono di scappare con un montacarichi dalla struttura che sta per esplodere. Infatti Albert Wesker e William Birkin avevano spiato i due sin dal loro arrivo.
Una volta raggiunto un magazzino, Billy e Rebecca scoprono che oltre ad avere i minuti contati devono guardarsi anche dalla sanguisuga regina, che risalita la tromba dell'ascensore li attacca. I normali proiettili sono quasi inutili, l'unico modo per ucciderla è di esporla direttamente alla luce solare. Dopo avere azionato il meccanismo per aprire il tetto, la luce inonda il magazzino facendo arretrare la regina. Il colpo di grazia viene sparato da Billy con un potente revolver, trovato da Rebecca e lanciato al partner, che fa sciogliere completamente la regina venendo avvolta dalle fiamme dell'esplosione. Scampati all'esplosione appena in tempo, i due si ritrovano in cima a una collina da cui si vede la villa di cui parlava Enrico. Rebecca sa di dover continuare la missione e di dover lasciare Billy per sempre. Come ultimo gesto, Rebecca fa sapere che per lei Billy Coen è ufficialmente morto, lasciandolo libero di continuare la fuga indisturbato. Dopo un malinconico saluto militare, Rebecca si volta decisa a raggiungere la villa, consapevole che tra i due è nato qualcosa di più profondo di una semplice amicizia.

## Edizioni
- S. D. Perry, Resident Evil - Zero Hour, traduzione di Michele Giannone e Laura Daniela D'Orazio, Multiplayer Edizioni, 2011,  pp.229, EAN 9788863551471.